# Рисв'янка

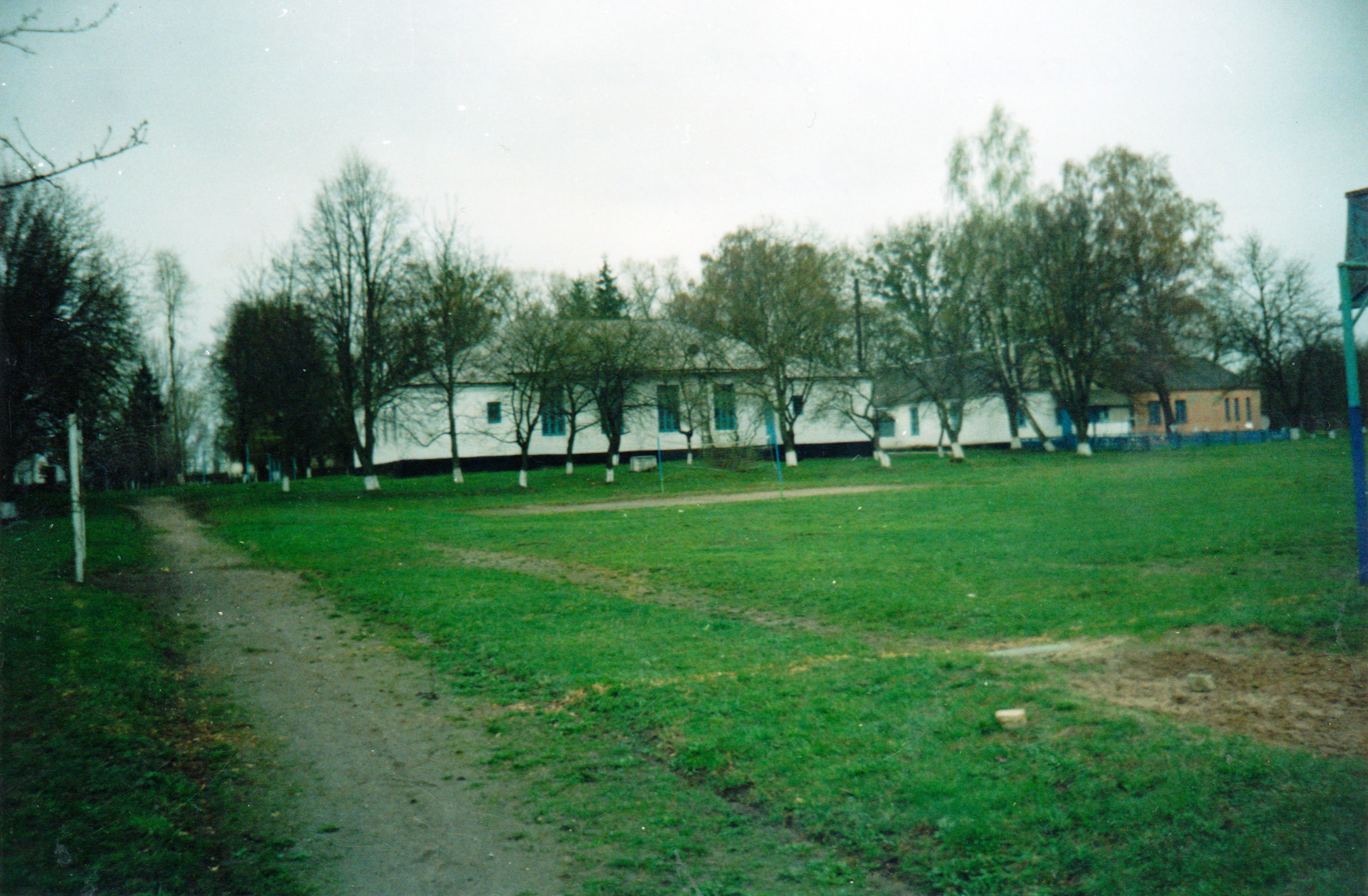
Школа с. Рисв'янка у минулому «дом людовій»

Рисв'я́нка — село в білокриницькій сільській громаді  в Україні, в Рівненському районі Рівненської області. Населення становить 306 осіб.

## Історія села

### З давніх часів
Перша письмова згадка про Рисв'янку відноситься до 1603 року, коли вона значиться як маєтність Семашка. Тоді у назві села був присутній м'який знак, який з часом перестав вживатися.
Знаходилось поселення на відстані 7 км північніше містечка Тучина і входило до складу Луцького повіту Волинського воєводства Речі Посполитої.
У 1753 році (за іншими даними у 1755 р.) Рисв'янка стає маєтністю воєводи Михайла Валевського.
Наступна архівна згадка про Рисвянку стосується 1772 року, коли село під назвою «Рушванка» було нанесено на карту.
У ревізькій казці за 1811 рік Волынской губернии Ровенского уезда «деревня Рысвянка» згадується як володіння поміщика ротмістра «Иосифа Михайлова сына Валевского».
На початку 70-х рр. Валевські віддали свої землі, в тому числі і поблизу Рисв'янки, в оренду німцям-колоністам. Нове поселення назвали колонія Рисв'янка, а знаходилось воно на віддалі близько 1 км на північному заході від села.
«Список населених пунктів Волинської губерні» сповіщає, що станом на 1910 рік у селі Рисв'янка нараховувалось 33 двори і 372 мешканці, а в однойменній колонії — 24 двори і 288 жителів (загалом — 57 дворів і 660 жителів).

### У ХХ столітті
Після приєднання західноукраїнських земель до СРСР у січні 1940 року Рисв'янка увійшла до складу Тучинського району Рівненського ґебіту.
На початку січня 1944 року Рисв'янку заповнили німецькі війська, що відступали, 14 січня 1944 року німці покинули Рисв'янку, наступного дня у село увійшли радянські війська.
Невдовзі було відновлено довоєнну схему адміністративного поділу території.
У 1950 році в Рисв'янку приїхали військові і почали примусове виселення людей.
Чимало рисв'янцІв переселились до сусідніх сіл. На місці ж Рисв'янки та сусідніх сіл було створено Тучинський полігон.
На тому місці, куди було перенесено село наприкінці XIX ст., було закладено полігон для муштрування царських військ.
У польські часи за рішенням влади на цій території було розміщено осади.
На території теперішньої Рисв'янки розміщувалась Язловецька осада.
Невдовзі в осаді побудовано «дом людовий», куди з усієї округи з'їжджались польські осадники для проведення різноманітних зібрань, святкувань, концертів, вистав тощо. Часто тут грали місцеві музики.
У будинку працювала початкова 2-річна польська школа.
У 1959 році, в результаті нових адміністративних змін, Рисв'янка увійшла до Рівненського району.
Згодом село разом із Шубковом Котовом, Гориньградом Першим і Другим об'єднуються у колгосп ім. Мічуріна, на базі якого створено Рівненську обласну сільськогосподарську станцію з центральною садибою у Шубкові.

У XXI столітті
12 червня 2020 року, відповідно до розпорядження КМУ "Про визначення адміністративних центрів та затвердження територій територіальних громад Рівненської області", було створено Білокриницьку сільську об'єднану територіальну громаду, до складу якої увійшли села Шубківської сільської ради, в тому числі село Рисв'янка.

## Публічно-шкільна бібліотека с. Рисв'янка
Культурним осередком села Рисв'янка є публічно-шкільна бібліотека, яка розташована в двох приміщеннях:
Шкільний відділ бібліотеки заснований у 1966 році і має 20 кв. м,
Публічна бібліотека, яка розміщена в будинку культури, заснована в 1978 році та має 50 кв. м.
Основний бібліотечний фонд складає 9014 примірників книг та 780 підручників.
Бібліотекарем працює Трофимчук Любов Миколаївна.

## Відомі люди

### Народилися
- Олександр Остапчук (нар. 1958) — український педагог, Відмінник освіти України.
- Тадеуш Пйотровський (нар. 1940 р.) — американський історик і соціолог українського походження.

### Проживали
- Михайло Володимирович Заблоцький (1924—2007) — ветеран війни